# Comuna Bucerdea Grânoasă, Alba
Bucerdea Grânoasă (în germană Botschard, Bothard, în maghiară Búzásbocsárd) este o comună în județul Alba, Transilvania, România, formată din satele Bucerdea Grânoasă (reședința), Cornu, Pădure și Pânca.
Bucerdea Grânoasa este situată în sud-vestul podișului Transilvaniei, la aproximativ 3  kilometri în dreapta râului Târnava și al drumul național DN 14B, la aproximativ 10 kilometri în partea vestică a orașului Blaj.

## Istoric
Prima atestare al localității Bucerdea Grânoasă datează din anul 1303. Denumirea acesteia a fost dată după producția renumită de cereale (grâne). În Evul Mediu în sat locuiau în principal unguri, mai târziu s-au stabilit români.
Comuna s-a înființat în anul 2006, prin desprinderea satelor Bucerdea Grânoasă, Cornu, Pădure și Pânca din comuna Crăciunelu de Jos (Legea nr. 109 din 27 aprilie 2006). In prezent inca nu este bransata la sistemul electric national.

## Demografie (evoluție istorică și după sat)
Populația comunei Bucerdea Grânoasă a evoluat de-a lungul timpului astfel:
- În satele Cornu, Pădure și Pânca în anul 1966 populația a fost înregistrată în felul următor:
  - În satul Cornu (maghiară Kornujalja): români, 135; unguri, 86
  - În satul Pădure (maghiară Székelyhegytanya): români, 59; unguri, 44
  - În satul Pânca: români, 205; unguri, 6
- În anul 1992:
  - În satul Cornu: români, 10; unguri, 32
  - În satul Pădure: români, 24; unguri, 18
  - În satul Pânca: români, 19; unguri, 6
- În anul 2002:
  - În satul Cornu: români, 16; unguri, 5
  - În satul Pădure: români, 13; unguri, 12
  - În satul Pânca: români, 14; unguri, 5

## Date geologice
În perimetrul satului Bucerdea Grânoasă s-a pus în evidență prezența unui masiv de sare gemă și a unor izvoare sărate.

## Lăcașuri de cult
- Biserica Reformată-Calvină, din secolul al XVI-lea, întregită cu un turn acoperit cu șindrilă în anul 1868.

## Demografie
Componența etnică a comunei Bucerdea Grânoasă
     Români (64,27%)
     Maghiari (16,83%)
     Romi (12,72%)
     Alte etnii (0%)
     Necunoscută (6,18%)
Componența confesională a comunei Bucerdea Grânoasă
     Ortodocși (73,72%)
     Reformați (16,37%)
     Baptiști (1,01%)
     Alte religii (2,12%)
     Necunoscută (6,78%)
Conform recensământului efectuat în 2021, populația comunei Bucerdea Grânoasă se ridică la 2.169 de locuitori, în scădere față de recensământul anterior din 2011, când fuseseră înregistrați 2.235 de locuitori. Majoritatea locuitorilor sunt români (64,27%), cu minorități de maghiari (16,83%) și romi (12,72%), iar pentru 6,18% nu se cunoaște apartenența etnică. Din punct de vedere confesional, majoritatea locuitorilor sunt ortodocși (73,72%), cu minorități de reformați (16,37%) și baptiști (1,01%), iar pentru 6,78% nu se cunoaște apartenența confesională.

## Politică și administrație
Comuna Bucerdea Grânoasă este administrată de un primar și un consiliu local compus din 11 consilieri. Primarul, Vasile Sevestrean[*], de la Alianța pentru Unirea Românilor, este în funcție din 1 noiembrie 2024. Începând cu alegerile locale din 2024, consiliul local are următoarea componență pe partide politice:
|  | Partid                                 | Consilieri | Componența Consiliului | Componența Consiliului | Componența Consiliului | Componența Consiliului | Componența Consiliului |
|  | -------------------------------------- | ---------- | ---------------------- | ---------------------- | ---------------------- | ---------------------- | ---------------------- |
|  | Alianța pentru Unirea Românilor        | 5          |                        |                        |                        |                        |                        |
|  | Partidul Național Liberal              | 4          |                        |                        |                        |                        |                        |
|  | Uniunea Democrată Maghiară din România | 2          |                        |                        |                        |                        |                        |

## Personalități
- Ioan Maiorescu, născut Trifu, (1811-1864), cărturar transilvănean, director al Școlii Centrale din Craiova, tatăl lui Titu Maiorescu

## Galerie de imagini

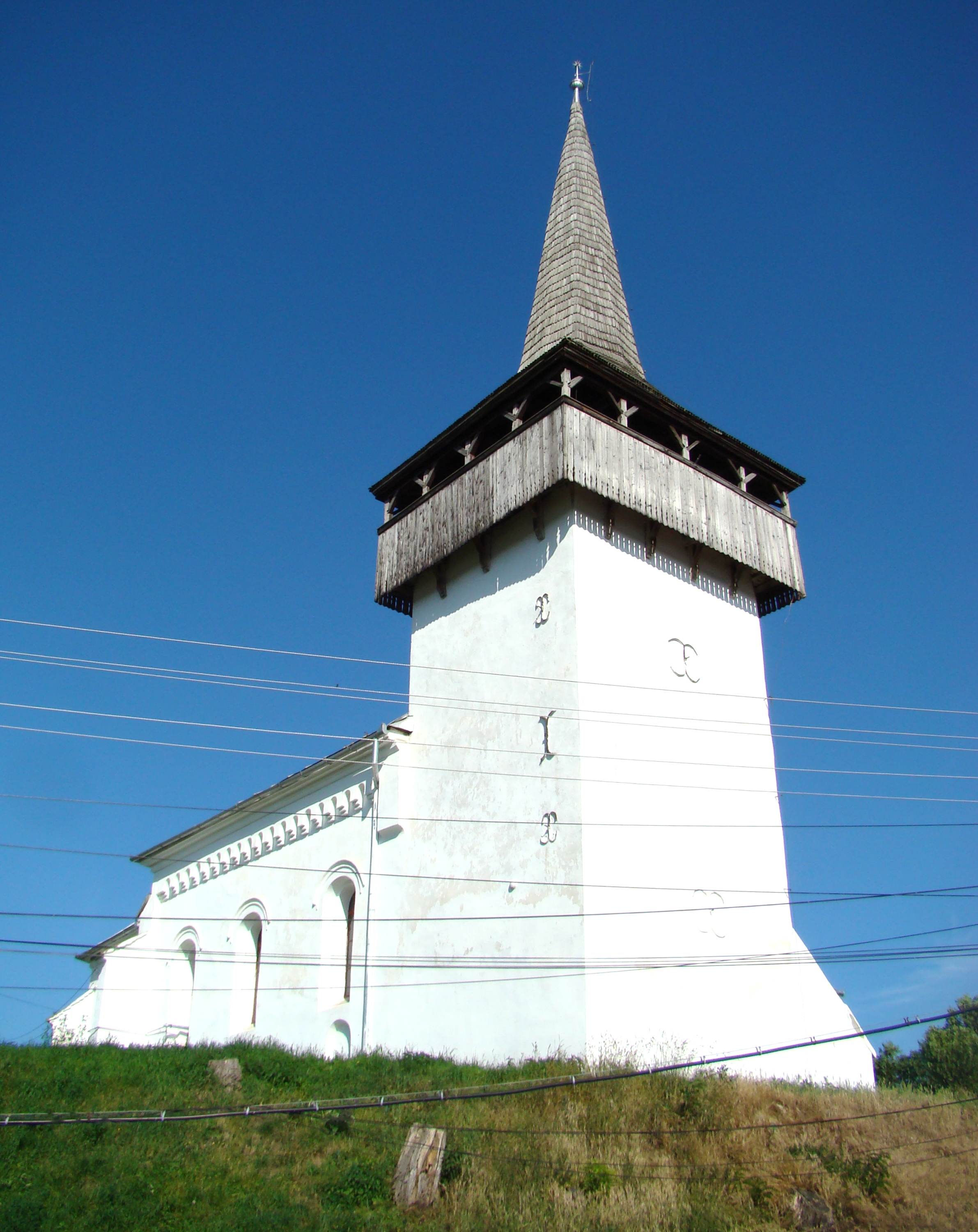
Biserica reformată (monument istoric)
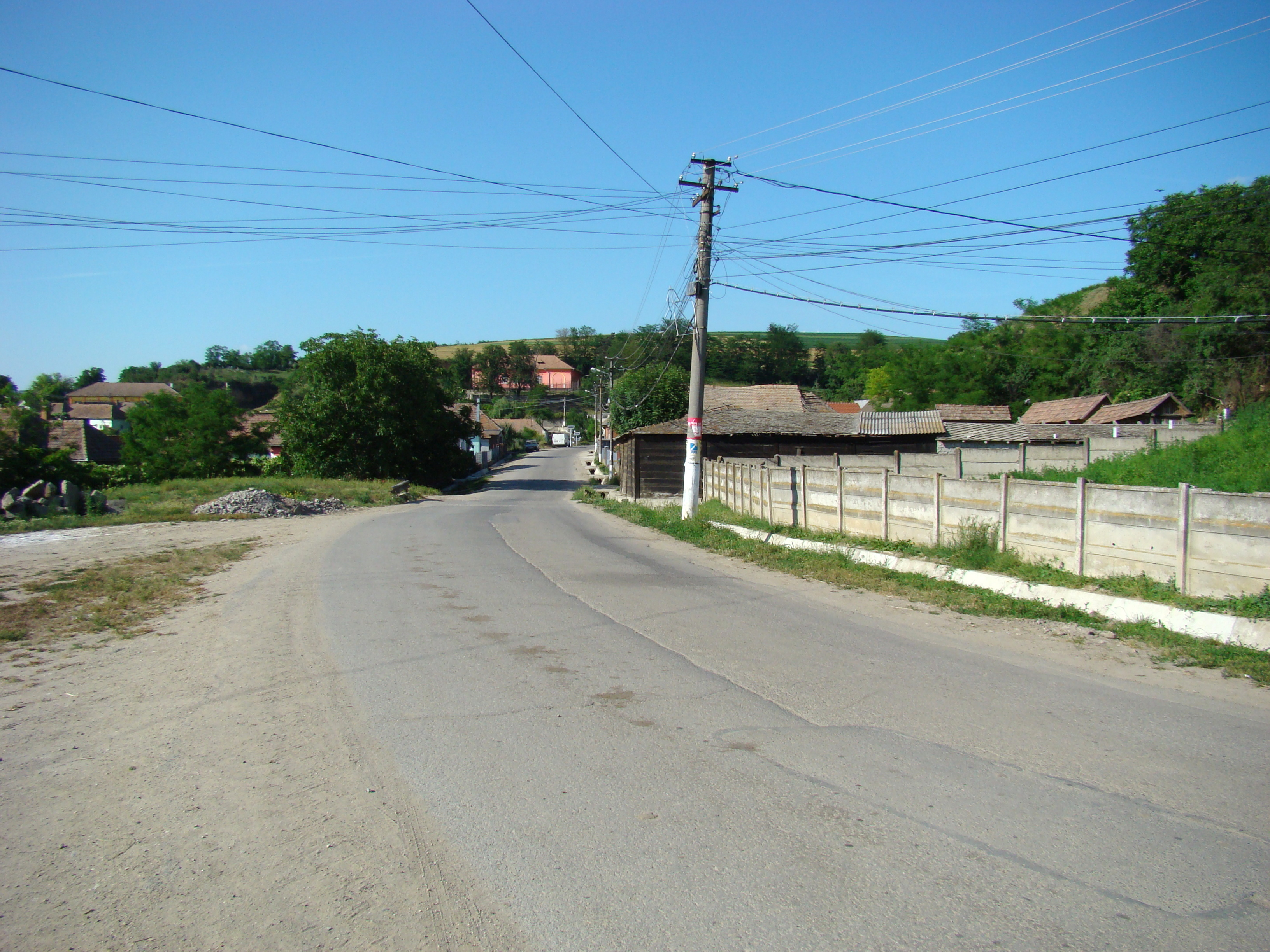
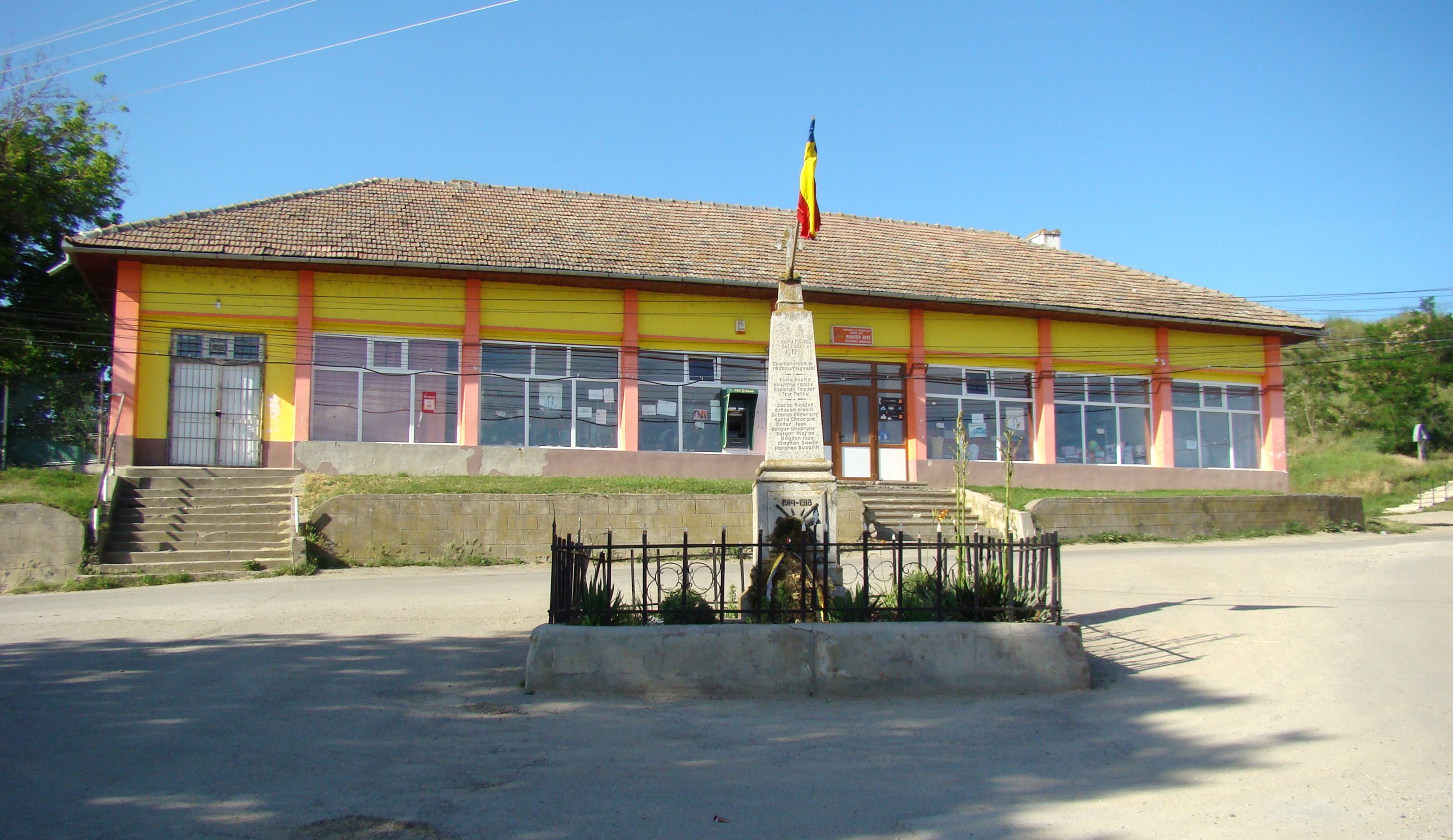
Monumentul Eroilor
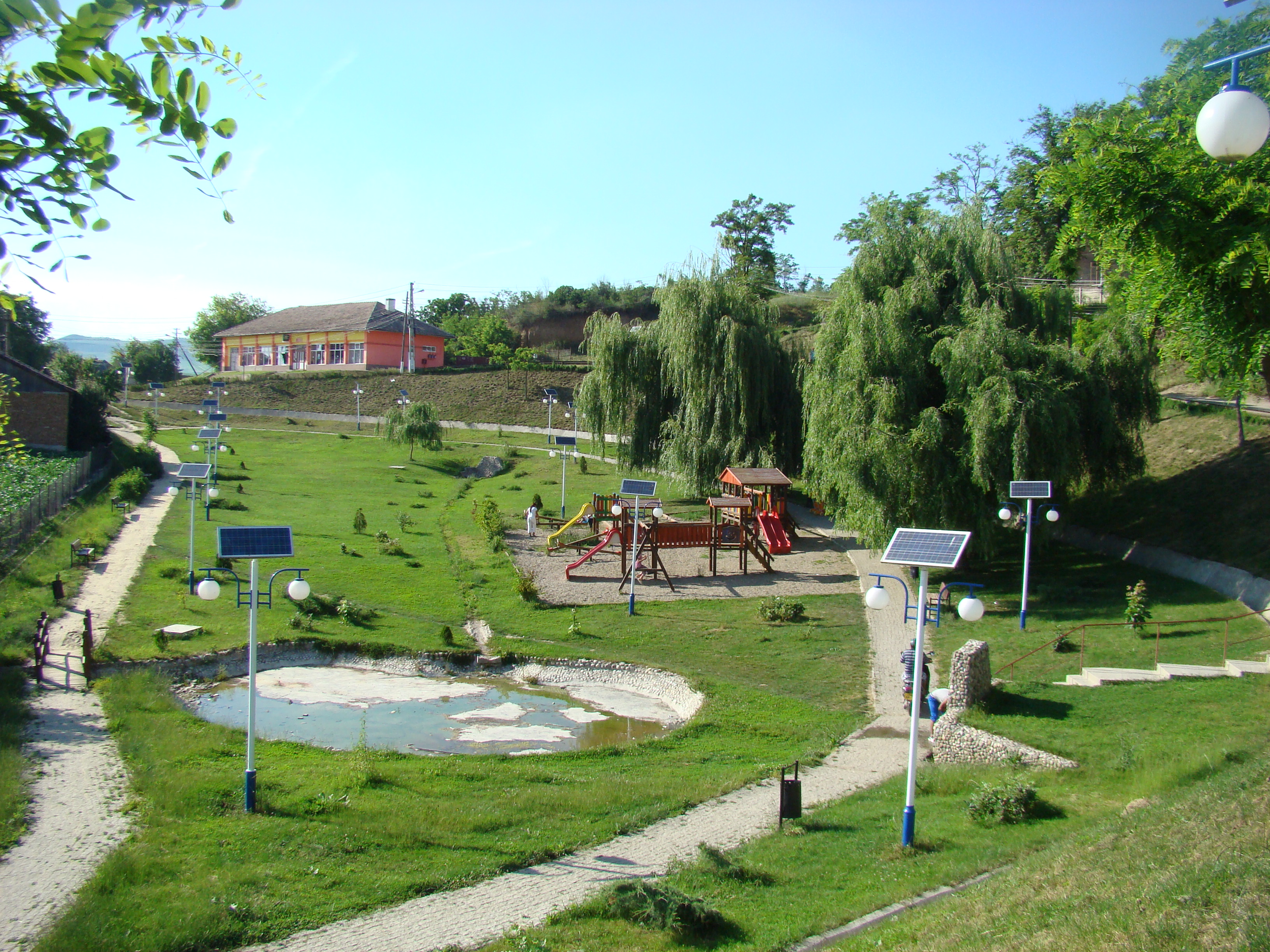
Parcul comunal
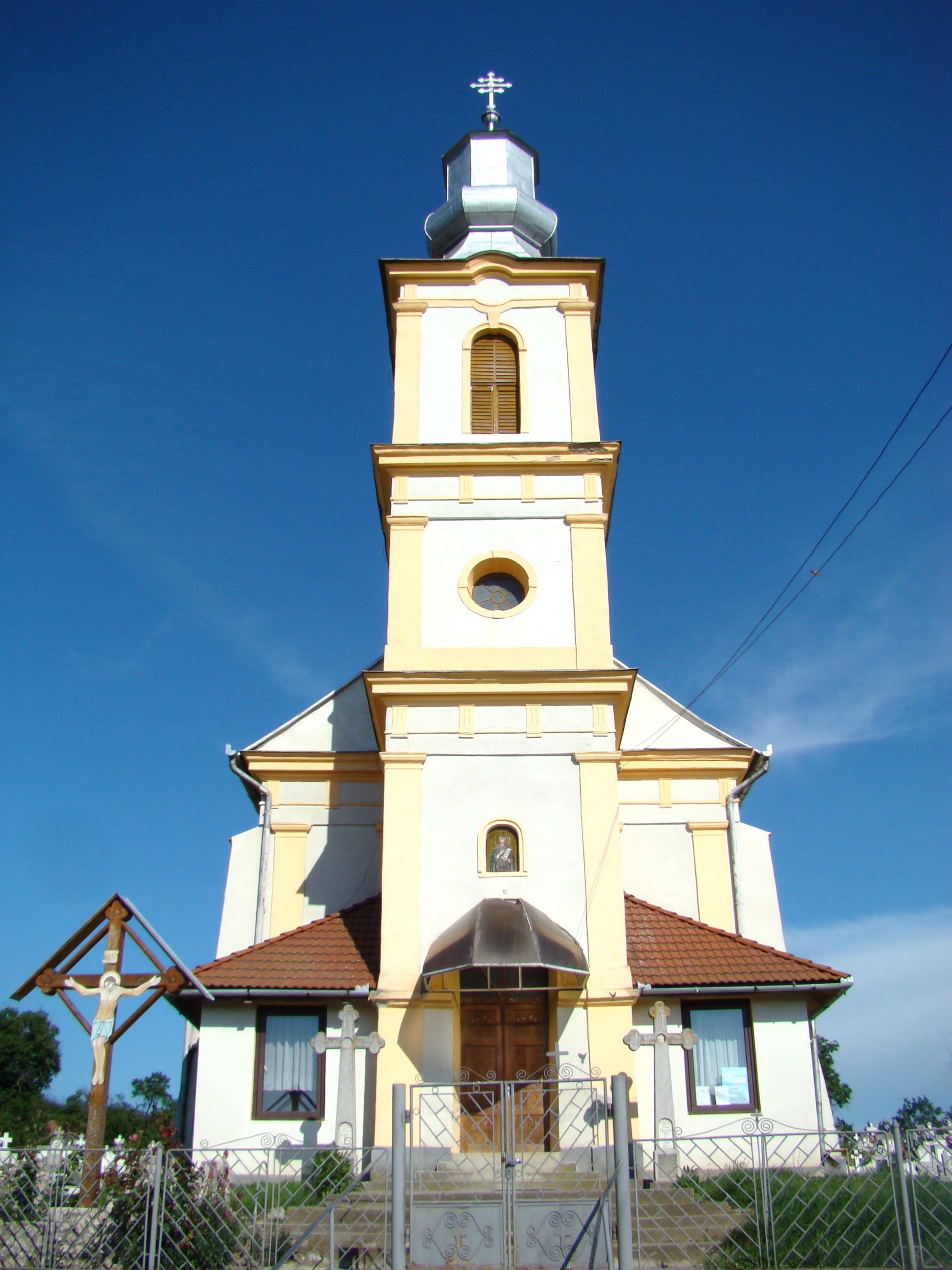
Biserica ortodoxă „Cuvioasa Paraschiva” (fostă greco-catolică până în 1948)